# Отикубо-моногатари
Отикубо-моногатари (яп. 落窪物語) — анонимная повесть периода Хэйан, сюжет которой созвучен европейской сказке о Золушке. Датируется второй половиной X века. На русский язык переведена Верой Марковой под названием «Повесть о прекрасной Отикубо» (1962).
Мачеха держит падчерицу Отикубо в подвальной каморке, заставляя обшивать четырёх собственных дочерей. Планы мачехи сделать её наложницей одного из престарелых родственников рушатся, когда девушка встречает богатого юношу Митиёри. После свадьбы с Отикубо он начинает мстить родственникам жены за причинённые той несчастья. В конце повести Отикубо встречает своего отца, который не знал про её судьбу, а злую мачеху отправляют замаливать грехи в монастырь.
«Повесть об Отикубо» выделяется на фоне литературы своего времени рельефностью персонажей и живостью диалогов (что позволяет считать её одной из предшественниц знаменитой «Повести о Гэндзи»). Тема издевательств мачери над падчерицей также проходит через написанную примерно в то же время повесть «Сумиёси-моногатари». В 1993 году писательница Саэко Химуро перевела «Отикубо-моногатари» на современный японский язык.